# Milly Mathis
Milly Mathis nom de scène d’Émilienne Pauline Tomasini, née le 9 septembre 1901 à Marseille et morte le 30 mars 1965 à Salon-de-Provence,, est une actrice française. Artiste complète, elle chante, joue la comédie avec naturel et aplomb et on la voit, très jeune, dans des revues et des opérettes. Elle tourne dans de nombreux films signés Marcel Pagnol, parmi lesquels la trilogie Marius, Fanny et César ainsi que dans Regain, La Fille du puisatier, La Prière aux étoiles, Topaze et Manon des sources.

## Biographie
Sa mère, née en 1883, se nomme Marie Joséphine Tomasini. Comme mentionné sur son acte de naissance et de décès, Milly Mathis a été mariée une fois; le 29 juillet 1925 à Marseille, avec Victor Intartaglia (1894-1937) dit Max Intart, un chanteur et fantaisiste de Marseille, qu'elle a rencontré au Music-hall.
Elle commence une carrière artistique comme artiste de café-concert.
Milly Mathis est notamment connue pour avoir interprété le personnage émotif de la « Tante Claudine » de la trilogie marseillaise cinématographique de Marcel Pagnol et pour avoir joué dans de nombreuses comédie à l'accent provençal, très en vogue entre 1930 et 1960.
Morte à l'hôpital de Salon-de-Provence à l'âge de 63 ans, Milly Mathis est veuve depuis mars 1937, de son époux Victor Intartaglia dit « Max Intart », chanteur et fantaisiste du théâtre des Variétés de Marseille, qu'elle a épousé en juillet 1925. Elle est inhumée à ses côtés, au cimetière Saint-Pierre de Marseille.
Une avenue de Marseille porte son nom.

## Filmographie
- 1930 : Méphisto, de Henri Debain et Georges Vinter
- 1931 : Après l'amour de Léonce Perret
- 1931 : Atout cœur d'Henry Roussell
- 1931 : Marius, d'Alexander Korda
- 1931 : Paris-Méditerranée de Joe May
- 1931 : Le Roi du camembert, d'Antoine Mourre
- 1931 : Le Roi du cirage de Pierre Colombier
- 1932 : L’Amour et la Veine, de Monty Banks
- 1932 : Fanny, de Marc Allégret
- 1932 : La Merveilleuse Journée de Robert Wyler et Yves Mirande : la pharmacienne
- 1932 : Madame Salamandre, voyante de Jean Margueritte - court métrage -
- 1932 : Chassé-croisé de Maurice Diamant-Berger - court métrage -
- 1932 : Simone est comme ça, de Karl Anton
- 1932 : Maquillage, de Karl Anton
- 1932 : Moune et son notaire, de Hubert Bourlon
- 1933 : Prenez garde à la peinture, d'Henri Chomette
- 1933 : Ah ! Quelle gare ! de René Guissart : Agrippine
- 1933 : L'Illustre Maurin, d'André Hugon
- 1933 : Du haut en bas, de Georg Wilhelm Pabst
- 1933 : C'était un musicien, de Fred Zelnick et Maurice Gleize
- 1933 : D'amour et d'eau fraîche, de Félix Gandéra
- 1933 : La Prison de Saint-Clothaire de Pierre-Jean Ducis - court métrage -
- 1934 : Tartarin de Tarascon, de Raymond Bernard
- 1934 : Le Scandale, de Marcel L'Herbier
- 1934 : Lac aux dames, de Marc Allégret
- 1934 : La crise est finie, de Robert Siodmak
- 1934 : Justin de Marseille, de Maurice Tourneur
- 1934 : Deux mille deux cent vingt deux CF 2 de Victor de Fast - court métrage -
- 1934 : Série 7 No 77777 de Victor de Fast - court métrage -
- 1935 : Amants et Voleurs, de Raymond Bernard
- 1935 : Lune de miel, de Pierre-Jean Ducis
- 1935 : Bout de chou, de Henry Wulschleger
- 1935 : Juanita, de Pierre Caron
- 1935 : Gaspard de Besse, d'André Hugon : Toinon
- 1935 : Arènes joyeuses, de Karl Anton
- 1935 : Suivez le guide de Jean de Marguenat - court métrage -
- 1935 : La main passe d'André Hugon - court métrage -
- 1935 : Les Frères Brothers de Pablo Labor - court métrage -
- 1935 : A la manière de... de Pierre Laborde - court métrage -
- 1935 : American-bar d'Andrew F. Brunelle - court métrage -
- 1936 : Une femme qui se partage, de Maurice Cammage
- 1936 : Gigolette, d'Yvan Noé
- 1936 : La Petite Dame du wagon-lit, de Maurice Cammage
- 1936 : L'École des journalistes, de Christian-Jaque
- 1936 : Samson, de Maurice Tourneur
- 1936 : Avec le sourire, de Maurice Tourneur
- 1936 : Prête-moi ta femme, de Maurice Cammage
- 1936 : La Rose effeuillée, de Georges Pallu
- 1936 : Jacques et Jacotte, de Robert Péguy
- 1936 : Prends la route !, de Jean Boyer et Louis Chavance
- 1936 : Notre-Dame-d'Amour de Pierre Caron
- 1936 : Le Mioche, de Léonide Moguy
- 1936 : César, de Marcel Pagnol
- 1936 : Blanchette, de Pierre Caron
- 1937 : Enfants de Paris, de Gaston Roudès
- 1937 : La Maison d'en face, de Christian-Jaque
- 1937 : La Fessée, de Pierre Caron
- 1937 : Un carnet de bal, de Julien Duvivier
- 1937 : Liberté, de Jean Kemm
- 1937 : Regain, de Marcel Pagnol
- 1937  : Franco de port, de Dimitri Kirsanoff
- 1937 : Les Gangsters de l'expo, de Émile-Georges De Meyst
- 1937 : Un meurtre a été commis, de Claude Orval
- 1937 : Un soir à Marseille, de Maurice de Canonge
- 1938 : Nuits de princes, de Vladimir Strijevski
- 1938 : J'étais une aventurière, de Raymond Bernard
- 1938 : Légions d'honneur, de Maurice Gleize
- 1938 : Gargousse, de Henry Wulschleger
- 1938 : Trois Artilleurs à l'opéra d'André Chotin
- 1938 : Champions de France de Willy Rozier
- 1938 : Cavalcade d'amour, de Raymond Bernard
- 1938 : Grand-père, de Robert Péguy
- 1938 : Vous seule que j’aime, d'Henri Fescourt
- 1938 : Le Moulin dans le soleil, de Marc Didier
- 1939 : Tourbillon de Paris, d'Henri Diamant-Berger
- 1939 : Une main a frappé, de Gaston Roudès
- 1939 : Jeunes Filles en détresse, de Georg Wilhelm Pabst : la mère d'Alice
- 1939 : Pièges, de Robert Siodmak
- 1940 : La Fille du puisatier, de Marcel Pagnol
- 1940 : La Nuit merveilleuse, de Jean-Paul Paulin
- 1940 : Chambre 13, d'André Hugon
- 1941 : Un chapeau de paille d'Italie, de Maurice Cammage
- 1941 : La Troisième Dalle, de Michel Dulud
- 1941 : Parade en sept nuits, de Marc Allégret : Mme Esprit
- 1941 : Trois Argentins à Montmartre, d'André Hugon
- 1941 : Mélodie pour toi, de Willy Rozier
- 1941 : La Prière aux étoiles de Marcel Pagnol - Film resté inachevé -
- 1941 : Tobie est un ange de Yves Allégret - Film inédit qui a été partiellement détruit -
- 1942 : Cap au large, de Jean-Paul Paulin
- 1942 : Simplet, de Fernandel et Carlo Rim
- 1943 : Coup de tête, de René Le Hénaff
- 1944 : Bifur 3, de Maurice Cam
- 1946 : Le Charcutier de Machonville, de Vicky Ivernel
- 1948 : Le voleur se porte bien, de Jean Loubignac
- 1948 : Toute la famille était là, de Jean de Marguenat
- 1948 : La vie est un rêve, de Jacques Séverac
- 1949 : Ronde de nuit, de François Campaux
- 1949 : Envoi de fleurs, de Jean Stelli
- 1950 : Le Trésor de Cantenac, de Sacha Guitry
- 1950 : Topaze, de Marcel Pagnol
- 1950 : Bibi Fricotin, de Marcel Blistène
- 1950 : Bouquet de joie, de Maurice Cam
- 1951 : Le Bagnard, de Willy Rozier
- 1951 : Les Amants maudits, de Willy Rozier
- 1951 : Ce coquin d'Anatole, d'Émile Couzinet
- 1951 : Vol avec extraction - court métrage
- 1952 : Au pays du soleil, de Maurice de Canonge
- 1952 : Le Passage de Vénus, de Maurice Gleize
- 1952 : Manon des sources, de Marcel Pagnol
- 1952 : Des quintuplés au pensionnat, de René Jayet
- 1954 : Trois Jours de bringue à Paris, d'Émile Couzinet
- 1954 : Le Collège en folie, d'Henri Lepage
- 1956 : L'Eau vive, de François Villiers
- 1957 : Trois de la marine, de Maurice de Canonge
- 1957 : Nous autres à Champignol, de Jean Bastia
- 1957 : La Blonde des tropiques, de André Roy
- 1957 : Le Désert de Pigalle, de Léo Joannon
- 1958 : Arènes joyeuses, de Maurice de Canonge
- 1960 : Business, de Maurice Boutel

## Théâtre
- 1924 : Le Crime du Bouif , Tournée Tramel
- 1931 : Fanny de Marcel Pagnol, mise en scène Harry Baur, théâtre de Paris
- 1933 : Un homme du Nord de Charles Méré, mise en scène André Brulé, théâtre Marigny
- 1935 : Faites ça pour moi !, opérette, musique Gaston Gabaroche, livret Raoul Praxy, mise en scène Georgé, Théâtre Antoine
- 1950 : Jeff de Raoul Praxy, mise en scène Christian-Gérard, théâtre de l'Ambigu
- 1950 : Mon bébé de Maurice Hennequin d'après Baby mine de Margaret Mayo, mise en scène Christian-Gérard, théâtre de la Porte-Saint-Martin
- 1951 : La Main de César d'André Roussin, mise en scène de l'auteur, théâtre des Célestins, théâtre de Paris
- 1956 : Fabien de Marcel Pagnol, mise en scène Guy Rétoré, théâtre des Bouffes-Parisiens
- 1961 : Remue-ménage de Pierre Leloir, mise en scène Jean Marchat, Comédie-Wagram